# Prins Louis af Wales
Prins Louis af Wales (Louis Arthur Charles; født 23. april 2018) er en britisk prins, der er søn af det britiske tronfølgerpar William, Prins af Wales og Catherine, Prinsesse af Wales.. 
Prins Louis er parrets tredje barn og anden søn. Han er barnebarn af Kong Charles 3. af Storbritannien og hans første hustru, Diana, Prinsesse af Wales og har to ældre søskende, Prins George og Prinsesse Charlotte af Wales. Han er dermed nummer fire i tronfølgen til den britiske trone og i de øvrige Commonwealth-rigers tronfølge efter sin far og sine to ældre søskende.

## Biografi

### Fødsel
Kensington Palace meddelte den 4. september 2017, at hertugen og hertuginden af Cambridge venter deres tredje barn. En søn blev født kl. 11:01 BST (10:01 UTC) den 23. april 2018. Han blev først set offentligt syv timer efter fødslen, uden for Lindo-fløjen på St. Mary's Hospital. Den 27. april 2018 blev det bekendtgjort, at barnet var blevet navngivet Louis Arthur Charles, efter sin grand-grand-grandonkel Lord Mountbatten og sin farfar Charles, prins af Wales.

## Titler, ordener og dekorationer

### Titel og prædikat
Louis er fra fødslen en prins af Storbritannien, og derfor berettiget til at bruge prædikatet Hans Kongelige Højhed, under brevpatent udstedt af hans oldemor Dronning Elizabeth II den 31. december 2012, som gav titlen og prædikatet til alle prinsen af Wales' ældste søns børn. Han er således stilet som "Hans Kongelige Højhed Prins Louis af Cambridge".

### Tronfølge
Prins Louis er fjerde i rækken i tronfølgen til den den britiske trone. Efter gennemførelsen af Perth-aftalen, som erstattede præferencet med præferencer med absolut primogentitet, er han den første britiske prins, der skal rangeres bag en ældre søster i rækken.